# U-862
U-862 je bila nemška vojaška podmornica Kriegsmarine, ki je bila dejavna med drugo svetovno vojno.

## Zgodovina
Potem ko je bilo očitno, da bo Tretji rajh kapituliral, je Japonski imperij 5. maja 1945 prevzel podmornico in jo preimenoval v I 502.

## Poveljniki
| Poveljniki |                                    |               |                               |
| Št.        | Čin                                | Ime           | Poveljstvo                    |
| 1.         | Kapitan korvete (Korvettenkapitän) | Heinrich Timm | 7. oktober 1943 - 8. maj 1945 |

## Tehnični podatki
| Kategorije                                    | Podatki                       |
| --------------------------------------------- | ----------------------------- |
| Teža (t): na površju pod površjem polna Teža  | 1.032 1.152 1.408             |
| Dolžina (m) - tlačni trup (m)                 | 76,6 - 58,75                  |
| Širina (m) - tlačni trup (m)                  | 6,51 - 4,40                   |
| Izpodriv (m)                                  | 4,7                           |
| Višina (m)                                    | 9,4                           |
| Moč (hp): na površju pod podvršjem            | 4.400 1.000                   |
| Hitrost (vozlov): na površju pod podvršjem    | 18,2 7,7                      |
| Doseg (milja/vozel): na površju pod podvršjem | 10.500/10 78/4                |
| Torpeda/Torpedne cevi                         | 22/6 (4 na premcu, 2 na krmi) |
| Krovni top (mm)                               | 105 mm (110 granat)           |
| Mine                                          | 44 TMA                        |
| Posadka                                       | 48-56                         |
| Maksimalni potop (m)                          | 230                           |